# Délégation du gouvernement aux Étrangers et à l'Immigration
La délégation du gouvernement aux Étrangers et à l'Immigration (en espagnol : Delegación del Gobierno para la Extranjería y la Inmigración) est une délégation administrative du gouvernement espagnol responsable de la gestion des flux migratoires et de l'intégration des étrangers en Espagne entre 2000 et 2004.
Elle dépend du ministère de l'Intérieur.

## Structure

### Création
Le poste de délégué du gouvernement est créé par le décret royal 683/2000 du 12 mai 2000. Chargé de « formuler la politique gouvernementale en matière d'étrangers, d'immigration et de droit d'asile, ainsi que coordonner et impulser toutes les actions réalisées dans ces domaines », il a rang de secrétaire d'État et dépend directement du ministre. Un nouveau décret royal, publié le 20 mai suivant, crée auprès du délégué la direction générale des Étrangers et de l'Immigration, responsable de « l'exécution et la mise en pratique des mesures adoptées par la délégation en matière d'immigration, d'étrangers et d'asile ».
Dans le décret royal publié le 29 juillet 2000 modifiant et développant la structure organique de base du ministère de l'Intérieur, la création de la délégation est justifiée par « la finalité de doter la structure organique de l'administration générale de l'État des ressources nécessaires pour faire face au phénomène croissant en Espagne de l'immigration, dont la gestion constitue l'objectif prioritaire du programme politique du gouvernement ».
La délégation du gouvernement aux Étrangers et à l'Immigration est supprimée par le décret royal publié le 18 avril 2004 relatif à la restructuration des départements ministériels et substituée par le secrétariat d'État à l'Immigration et à l'Émigration.

### Siège
Le siège de la délégation se situait au 8 de la rue Amador de los Ríos à Madrid.

### Missions
La délégation du gouvernement aux Étrangers et à l'Immigration était chargée de :
- analyser l'amplitude et les caractéristiques du phénomène migratoire ;
- élaborer des propositions pour canaliser le mouvement migratoire et intégrer les résidents étrangers ;
- diriger et coordonner l'action des sous-délégués du gouvernement en matière d'immigration et de droit d'asile ;
- maintenir des relations avec les autres pays.

### Organisation
La délégation est structurée de la manière suivante : 
- Délégation du gouvernement aux Étrangers et à l'Immigration (Delegación del Gobierno para la Extranjería y la Inmigración) ; 
  - Direction générale des Étrangers et de l'Immigration (Dirección General de Extranjería e Inmigración) ; 
    - Sous-direction générale de l'Immigration ;
    - Sous-direction générale du Droit d'asile.

## Délégués du gouvernement
| Dates du mandat | Dates du mandat | Nom | Nom                       | Parti |
| --------------- | --------------- | --- | ------------------------- | ----- |
| 13/05/2000      | 20/07/2002      |     | Enrique Fernández-Miranda | PP    |
| 20/07/2002      | 22/11/2003      |     | Ignacio González          | PP    |
| 22/11/2003      | 20/04/2004      |     | Gonzalo Robles            | PP    |